# Wodnicha marcowa
Wodnicha marcowa (Hygrophorus marzuolus (Fr.) Bres.) – gatunek grzybów owocnikowych należący do rodziny wodnichowatych (Hygrophoraceae).

## Systematyka i nazewnictwo
Pozycja w klasyfikacji według Index Fungorum: Hygrophorus, Hygrophoraceae, Agaricales, Agaricomycetidae, Agaricomycetes, Agaricomycotina, Basidiomycota, Fungi.

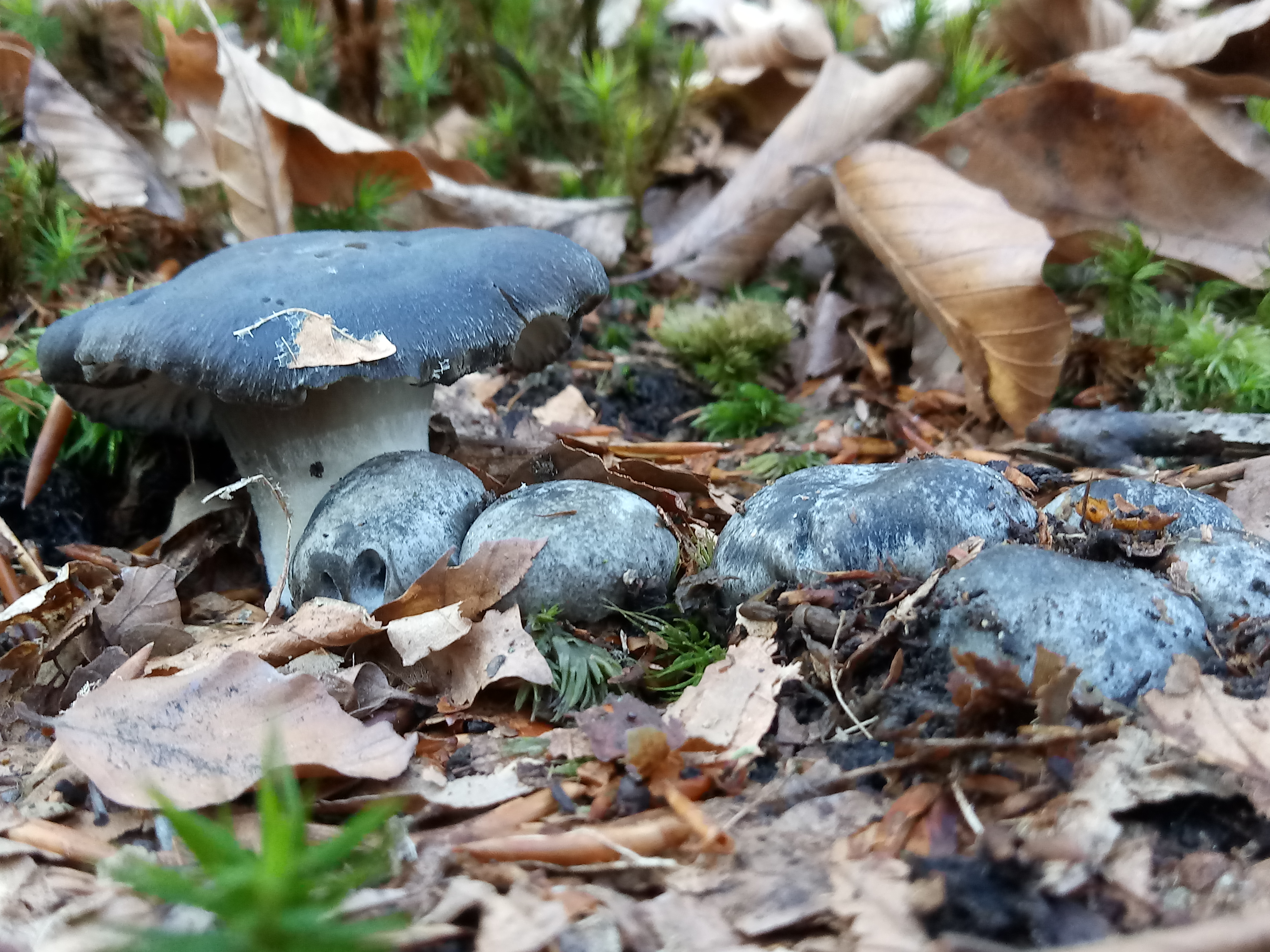
Grupa młodych owocników Hygrophorus marzuolus.

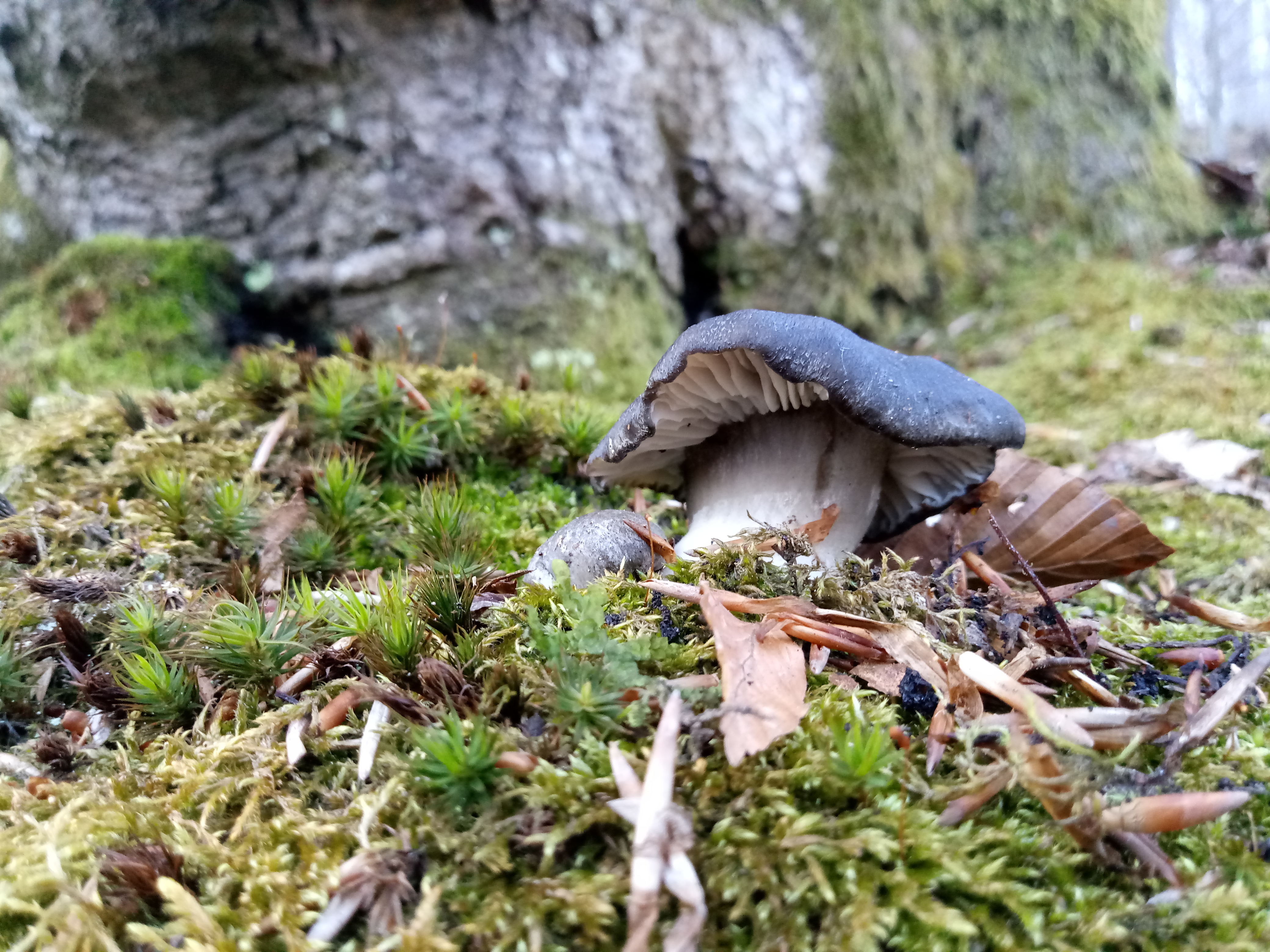
Młody owocnik Hygrophorus marzuolus z widocznym hymenoforem.

Po raz pierwszy takson ten poprawnie zidentyfikował i opisał Elias Magnus Fries w 1821 roku, nadając mu w swoim dziele Systema Mycologicum nazwę Agaricus marzuolus. W roku 1893, Giacomo Bresadola przeniósł go do rodzaju Hygrophorus, nadając nazwę Hygrophorus marzuolus.
Niektóre synonimy naukowe:
- Agaricus marzuolus Fr. 1821
- Clitocybe marzuolus (Fr.) Sacc. 1887
- Limacium camarophyllum subsp. marzuolum (Fr.) Herink 1949

Epitet gatunkowy "marzuolus" wywodzi się z łacińskiego "marzuolo" = marzec, czyli miesiąc początku owocnikowania tego grzyba.

## Morfologia
Kapelusz
Średnicy 4–12 cm, u młodych okazów wypukły, u starszych spłaszczony, nieregularnie powyginany. Barwa kapelusza młodych owocników może być różna: od białawej (jeśli owocniki rosły ukryte np. pod ściółką), przez szarą aż do czarnej jeśli wyrosły odsłonięte. Starsze owocniki są zazwyczaj szarawe lub ciemnopopielate, od środka ku brzegom pokryte ciemniejszymi włókienkami.
Blaszki
2-6 mm szerokie, rzadkie, przy trzonie zbiegające, za młodu białe lub białawe, z wiekiem szarawe.
Trzon
Gruby, u dołu zwężony.
Miąższ
Biały, nie zmieniający barwy po uszkodzeniu. Smak łagodny, bez zapachu.
Zarodniki
Eliptyczne, od 6.5–8.5 do 4.5–5 µm

## Występowanie i siedlisko
W Polsce jest wyjątkowo rzadka, notowana na południu kraju, w górach.
Grzyb mikoryzowy, rośnie w lasach jodłowych, rzadziej w świerkowych oraz w buczynach, na glebie zasadowej. Owocniki pojawiają się wiosną, od lutego do maja, po stopieniu śniegów, na słonecznych i nagrzanych stokach górskich. W Europie gatunek występuje bardzo niejednolicie, w niektórych regionach jest częsty, w innych nie występuje wcale. Swoim zasięgiem obejmuje obszary łańcuchów górskich Alp, Karpat, Sudetów, Pirenejów oraz Gór Dynarskich. Ten rozkład odpowiada prawie dokładnie obszarowi dystrybucji jodły pospolitej w Europie. 
W Ameryce Północnej notowana jest pod drzewami z rodzaju jodła (Abies) w łańcuchu górskim Kordylierów, w stanach: Idaho, Montana, Oregon, Waszyngton, oraz w północnej części Arizony i Kalifornii. 
Przez ostatnie 40 lat jej populacja w Europie znacząco spadła, głównie ze względu na zanik habitatu i zanieczyszczenie. Znajduje się na Czerwonych listach w Szwajcarii, Słowacji, Niemczech, Chorwacji, Austrii, Rumunii, Serbii i Czechach. W Czechach i Słowacji jest grzybem chronionym prawnie, za zbiór grożą wysokie kary. 
Do 2020 roku, zanotowano w Polsce tylko 4 stanowiska: 
- Beskid Żywiecki, Babia Góra (2017)[16][17][18]
- Beskid Wyspowy (kwiecień 2019)[19]
- północno-wschodnia Orawa (maj 2019)[8][20]
- Beskid Makowski (kwiecień 2020)[21]

## Znaczenie
Grzyb jadalny.

## Gatunki podobne
- Gąska niekształtna (Tricholoma portentosum) jest bardzo podobna pod względem koloru i kształtu, lecz posiada znacznie gęściej ustawione blaszki a jej miąższ ma mączny zapach. Wyrasta ona jednak jesienią w lasach iglastych, najczęściej sosnowych[22].